# Orquesta Sinfónica de la RTV Eslovenia

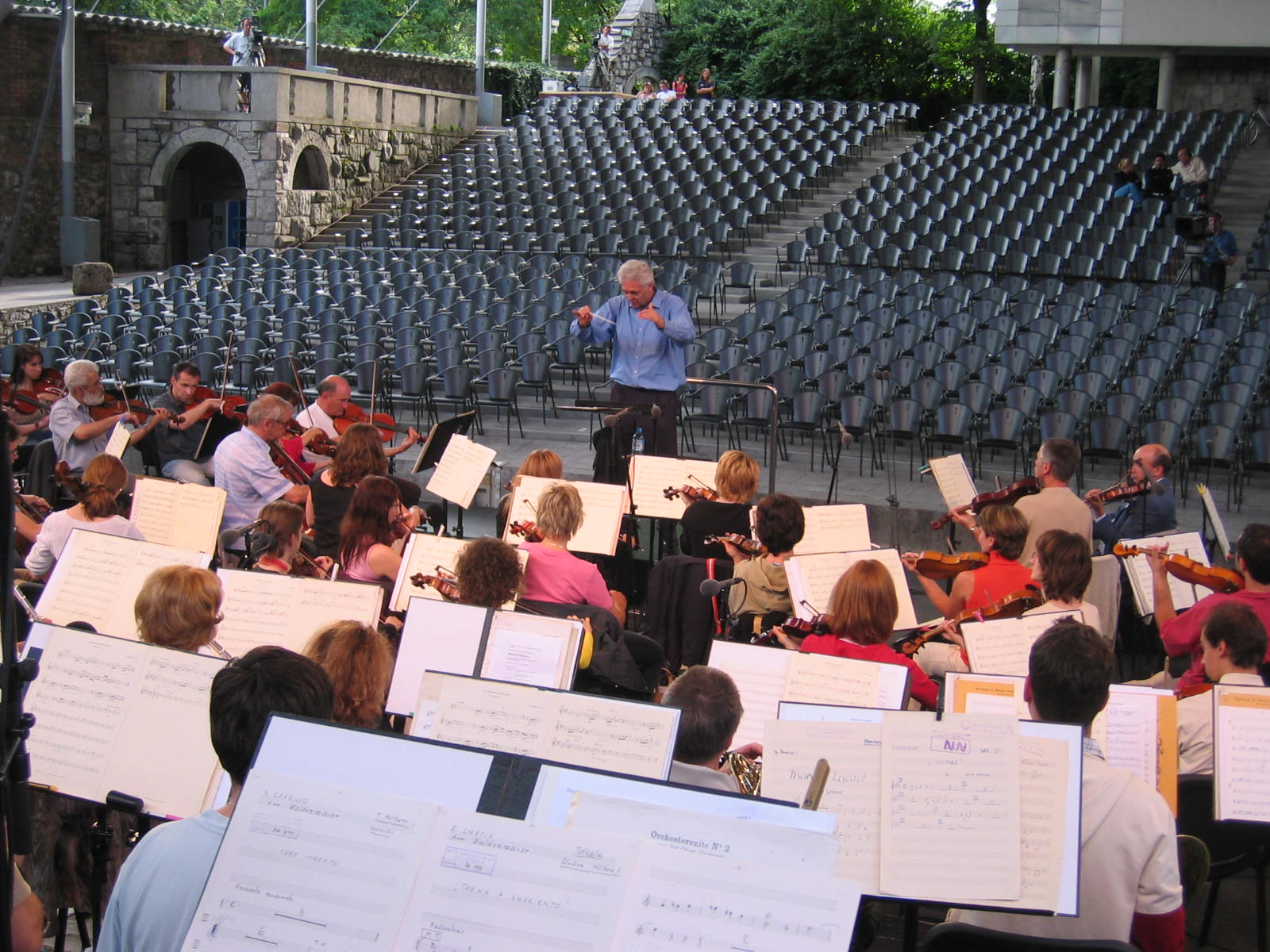
Ensayo en Ljubljana

La Orquesta Sinfónica de la RTV Eslovenia (en esloveno: Simfonični Orkester RTV Slovenija) es una orquesta perteneciente a la emisora de radio y televisión RTV Eslovenia. También se le conoce como la Orquesta Sinfónica de la Radio de Liubliana (en esloveno: Simfonični Orkester RTV Ljubljana).

## Historia
Fundada en 1955, la orquesta ha dejado una imborrable marca en la vida musical de Eslovenia. Pronto alcanzó gran éxito tanto en su país como en el extranjero. Entre 1984 y 1985, tiempo durante el cual realizó varias presentaciones en los Estados Unidos, obtuvo buenos comentarios por parte de la crítica de ese país.
Durante su vida la orquesta ha tenido como directores titulares a Uroš Prevoršek (1955-1966), Samo Hubad (1966-1980), Stanislav Macura (1980-1981), Anton Nanut (1981-1998), Lior Shambadal (2000-2003) y David de Villiers (2003-2006). En septiembre de 2006, la batuta es asumida por el director chino En Shao.
Recientemente, la orquesta ha llegado a ser conocida por sus proyectos de "cruce", esto es, el combinar la música clásica con otros géneros. En las últimas temporadas, ha ofrecido con gran éxito numerosos conciertos en la famosa sala Concertgebouw de Ámsterdam.